# NGC 1875
NGC 1875 je galaksija u zviježđu Orionu.

## Vanjske poveznice
- SEDS: NGC 1875